# John Hepburn

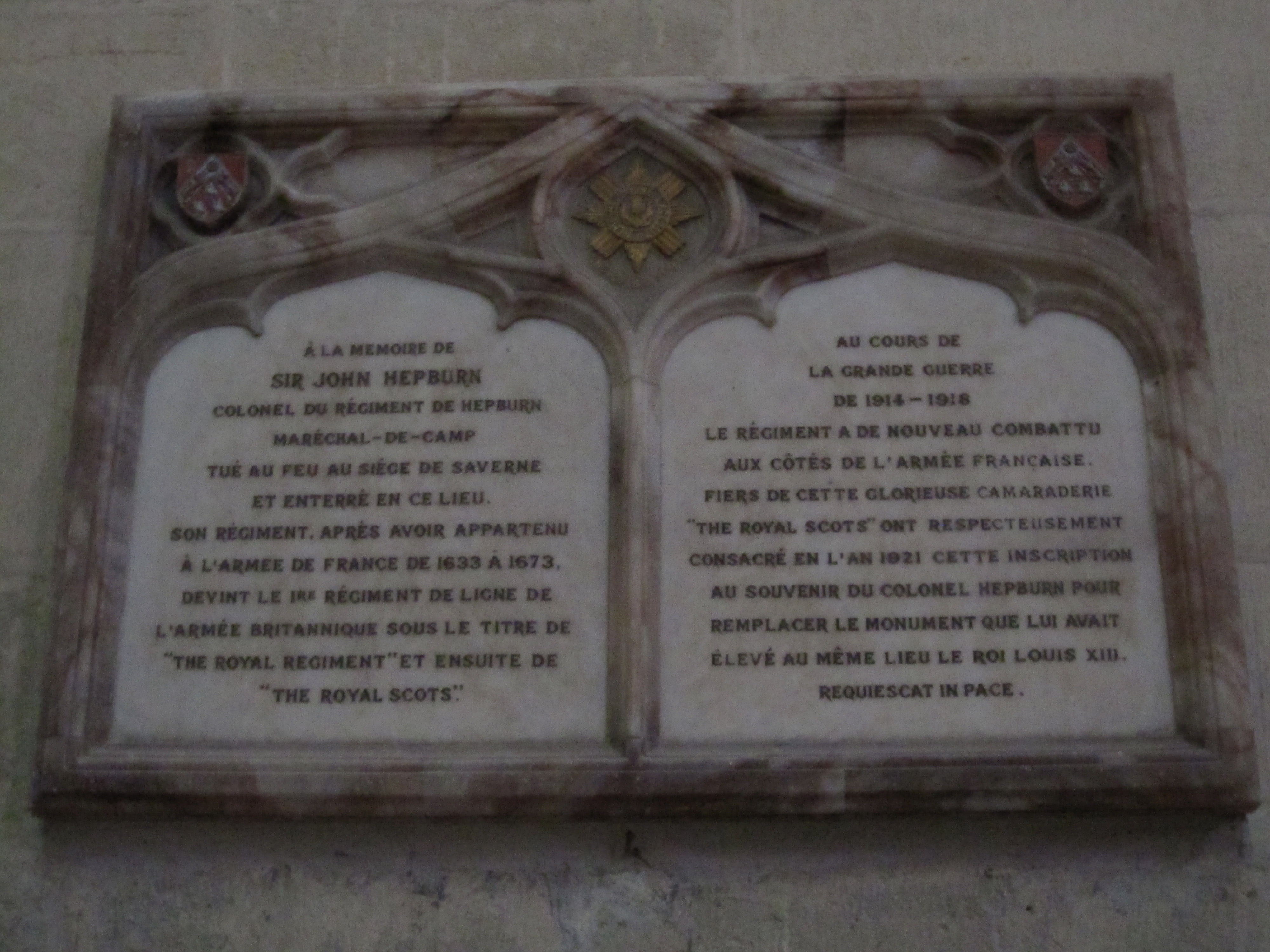
Epitafium för John Hepburn, katedral i Toul

John Hepburn, född omkring 1600, död 8 juli 1636, var en skotsk krigare. 
Hepburn var romersk katolik, men tog trots detta tjänst 1620 bland de värvade trupper, som tjänade den protestantiske kungen Fredrik av Böhmen. Sedan denne genom slaget på Vita berget 8 november 1620 förlorat sitt rike, övergick Hepburn liksom de andra skottarna till Ernst av Mansfeld, i vars här han kämpade, till dess även den upplöste sig (1623). Då begav sig Hepburn till Gustav II Adolf, som gjorde honom till överste för ett skotskt regemente i svensk tjänst. 
I de preussiska fälttågen hade han tillfälle att flera gånger utmärka sig, och under tyska kriget erhöll han i mars 1631 befälet över den av skottar bildade gröna brigaden. Under slaget vid Frankfurt an der Oder 3 april 1631 inlade han stor förtjänst, och som befälhavare för reserven bidrog han till den lyckliga utgången i slaget vid Breitenfeld 7 september där han förde centerns andra träff.
Sedan München fallit i svenskarnas händer (maj 1632), blev Hepburn guvernör där. Från München följde han Gustav Adolf till Nürnberg, men råkade där av okänd orsak i tvist med kungen och lämnade sin tjänst. Han begav sig till Frankrike och mottog i början av 1633 befälet över ett skotskt regemente i fransk sold. Året därefter utnämndes han till fransk maréchal de camp ((ungefär brigadgeneral) (motsvara faktiskt nivån generalmajor)). 
Då Bernhard av Weimar 1635 efter sitt nederlag vid Nördlingen (1634) kastade sig i Frankrikes armar, blev Hepburn befälhavare över resterna av gröna brigaden och andra skottar, som tillhörde hertigens armé. År 1636 upphöjdes han till marskalk av Frankrike; men innan han mottagit marskalksstaven, hade han vid belägringen av Saverne 8 juli samma år slutat sin skiftesrika levnad. 